# Ковтун Геннадій Прокопович
Ковтун Геннадій Прокопович (нар. 2 серпня 1936, Душанбе — пом. 12 травня 2022, Харків) — український вчений, фахівець у галузі фізичного матеріалознавства металів і напівпровідників. Доктор фізико-математичних наук (1994), професор (2002). Начальник лабораторії Національного наукового центру «Харківський фізико-технічний інститут» НАН України. Лауреат Державної премії України в галузі науки і техніки (2016). 
У 1959 році закінчив Харківський університет. Відтоді працював у Харківському фізико-технічному інституті НАН України. З 1988 — завідувач лабораторії високочистих металів і напівпровідникових матеріалів. 
Розробляв нові методи одержання високочистих металів і матеріалів на їхній основі. Встановив зв'язок між станом поверхні металів та їх міцністю і пластичністю, одержав ряд металів у надчистому стані та виявив у них нові властивості, розробив на їх основі нові конструкційні та напівпровідникові матеріали.

## Вибрані праці
- Влияние твердых поверхностных пленок на механические свойства металлов. Х., 1979 (співавт.);
- Получение сверхчистых редких металлов. Москва, 1986 (співавт.);
- Зонные технологии в материаловедении // Неорганическое материаловедение. Т. 2. Материалы и технологии. К., 2008;
- Наноматериалы: технологии и материаловедение. Х., 2010 (співавт.).